# Fobetor
Fobetor (także Ikelos; gr. Φοβήτωρ Phobḗtōr, Ἴκελος Íkelos, łac. Phobetor, Icelus) – w mitologii greckiej bóg snów. 
Syn Hypnosa i Pasitheay oraz brat Morfeusza i Fantasosa. Jeden z trzech bogów snów. Personifikacja nocnych koszmarów. Według mitologii, Fobetor mógł przybierać różne postacie, pojawiał się w złych snach w postaci potwora, zwierzęcia, lub jakiegokolwiek obiektu nieożywionego. Jego zdolność do zmieniania kształtu sprawiała, że był nieuchwytny i trudny do zidentyfikowania przez ludzi. Jego najbardziej znaczącą cechą było to, że potrafił przenikać do ludzkich umysłów podczas snu. Był uważany za złą i mroczną istotę, która wprowadzała strach i lęk w serca ludzi.
Fobetor nie był jednak jedynie demonem, którego celem było sprawienie cierpienia. Jako personifikacja snów odgrywa ważną rolę w mitologii greckiej, ponieważ sny były uważane za sposoby komunikacji ze światem nadprzyrodzonym. Wierzenia w znaczenie snów miały duże znaczenie dla starożytnych Greków, którzy starali się interpretować swoje sny w celu uzyskania przepowiedni lub wskazówek od bogów. W pewnym sensie był on również istotą proroczą. Według mitów, sny wywołane przez Fobetora mogły przynosić ostrzeżenia lub przepowiednie dotyczące przyszłości. Mógł on mieć zdolność wywoływania strachu w celu ochrony przed niebezpieczeństwem.
Mimo że Fobetor nie był jednym z najbardziej znanych bóstw greckich, jego rola w mitologii była istotna. Jego postać symbolizuje nie tylko mroczne strony ludzkiego umysłu, ale również zdolność snu do inspiracji, interpretacji i przepowiadania przyszłości. Dzięki Fobetorowi, ludzie od wieków poszukują znaczenia w swoich snach, a koszmary stanowią źródło niekończącej się fascynacji.